# Anzelo Tuitavuki
Pas d'image ? Cliquez ici

a Compétitions nationales et continentales officielles uniquement.

b Matchs officiels uniquement.
Dernière mise à jour le 4 janvier 2025.
Anzelo Tuitavuki, né le 10 octobre 1998 à Auckland (Nouvelle-Zélande), est un joueur international tongien d'origine néo-zélandaise de rugby à XV évoluant au poste d'ailier à Colomiers Rugby en Pro D2.

## Biographie
Anzelo Tuitavuki joue son premier match avec Hawke's Bay en National Provincial Championship en 2020.
En 2022, il intègre l'équipe des Moana Pasifika pour jouer dans leur saison inaugurale de Super Rugby. En juillet 2022, il obtient sa première cape avec les Tonga lors de la Coupe des nations du Pacifique contre les Fidji.
Sélectionné pour la Coupe du monde 2023, il est titularisé pour le match contre l'Afrique du Sud.
À compter de la saison 2024-2025, il s'engage pour deux ans avec Colomiers Rugby en Pro D2.

## Statistiques internationales
- 7 sélections avec l'équipe des Tonga, dont 5 en tant que titulaire.
- Participation à la Coupe du monde en Coupe du monde 2023 (1 match contre l'Afrique du Sud)[3].